# Öksüzuşağı, Elâzığ
Öksüzuşağı là một xã thuộc thành phố Elâzığ, tỉnh Elâzığ, Thổ Nhĩ Kỳ. Dân số thời điểm năm 2011 là 262 người.